# 이냐키 윌리암스
이냐키 윌리암스 아르투에르(스페인어: Iñaki Williams Arthuer iˈɲaki ˈwiljans[*], 바스크어:  iɲaki wilians̺, 1994년 6월 15일, 바스크 주 빌바오 ~)는 스페인에서 태어난 가나의 축구 선수로, 현재 아틀레틱 빌바오에서 공격수로 활약하고 있다. 그의 동생 니코 윌리암스 역시 아틀레틱 빌바오에서 활약하고 있다.
아틀레틱 빌바오의 유소년부 출신인 그는 소속 구단의 1군으로 300경기 넘게 출전했으며, 라 리가에서는 200경기 넘게 연속 출전하여 이 부문의 기록을 세우기도 했다.

## 클럽 경력

### 유년기와 초기 경력
윌리암스는 비스카이아 도 빌바오에서 가나계 부모(둘은 사하라 사막을 도보로 건너 멜리야 국경 철조망을 월담해 스페인으로 건너갔다) 사이에서 태어났고, 윌리암스는 유년 시절 대부분을 팜플로나에서 보냈는데, 아로차페아(Arrotxapea) 동이 그가 유년 시절을 보낸 곳으로, 인근 팜플로나 유소년부에서 축구를 하다가 아틀레틱 빌바오의 눈도장을 찍으며 18세의 나이로 레사마의 유소년부로 둥지를 옮겼다. 그는 아틀레틱 입단 1년차를 청년부 A에서 보내 인상적인 활약을 펼쳤는데, 경기당 득점 횟수가 거의 1에 육박했고,(이 시즌에 도합 36골을 넣었다) 코파 델 레이 후베닐 데 푸트볼에서는 준우승을 거두었고, 2013년 6월 25일에는 바스크 연고 구단과 2017년까지 유효한 계약서에 서명했다.
윌리암스는 2013-14 시즌에 빌바오의 연계 구단인 테르세라 디비시온의 바스코니아에서 성인 무대 신고식을 치렀다. 8월에 무릎 부상을 당한 후, 10월에 현장에 복귀해, 성인 무대에서 첫 경기를 출전해 첫 골을 기록했다. 얼마 지나지 않아 같은 달 말, 세군다 디비시온 B의 2군에 차출되어 첫 경기를 치러 같은 경기에서 득점을 신고했다. 그는 2013-14 시즌 동안 두 선수단을 왕래하며 활약했다.
2014-15 시즌 초, 윌리암스는 4-0으로 이긴 아모레비에타전에서 해트트릭을 기록해 빌바오 아틀레틱의 승리를 견인했고, 2014년 9월 7일에는 레이오아를 상대로도 해트트릭으로 5-1 대승을 전두지휘했다. 시즌 전반기만 끝난 와중에, 윌리암스는 그동안 출전한 18경기 중 13골을 기록해 소속 구단의 세군다 디비시온 승격을 이끌었다.

### 아틀레틱 빌바오
2014년 12월 6일, 아리츠 아두리스가 부상으로 빠지면서, 윌리암스는 0-1로 패한 코르도바와의 안방 경기에서 1군이자 라 리가 첫 경기를 치렀다.
이듬해 2월 19일, 그는 1군 첫 골을 기록했는데, 토리노와의 유로파리그 32강전에서 선발로 출전해 2-2 무승부에 일조하면서, 윌리암스는 구단 최초의 흑인 득점 선수로 이름을 올리게 되었다,
2015년 5월 17일, 윌리암스는 1부 리그 첫 골을 기록했는데, 엘체와의 원정 경기에서 막판 결승골로 0-2에서 3-2로 역전극을 쓰는 데 주역이 되었다. 13일 후, 그는 바르셀로나와의 코파 델 레이 결승전에서 만회골을 넣었지만, 1-3 패배를 막기에는 역부족이었다. 3달 후, 아틀레틱은 수페르코파 데 에스파냐에서 같은 상대에 승리를 거두었지만, 윌리암스 본인은 부상으로 결장했다.
2015년 11월 1일, 윌리암스는 페널티 킥을 허용하기 전까지 2골을 기록해 3-1 원정 승리를 견인했다. 그는 파르티잔과의 유로파리그 조별 리그 경기에서도 2골을 기록해 안방 5-1 승리를 이끌었다. 에스파뇰과의 산 마메스 안방 경기에서도 "경이로운 가위차기"로 득점해 2-1 승리에 일조하면서 3경기 연속 골망을 흔들었다.

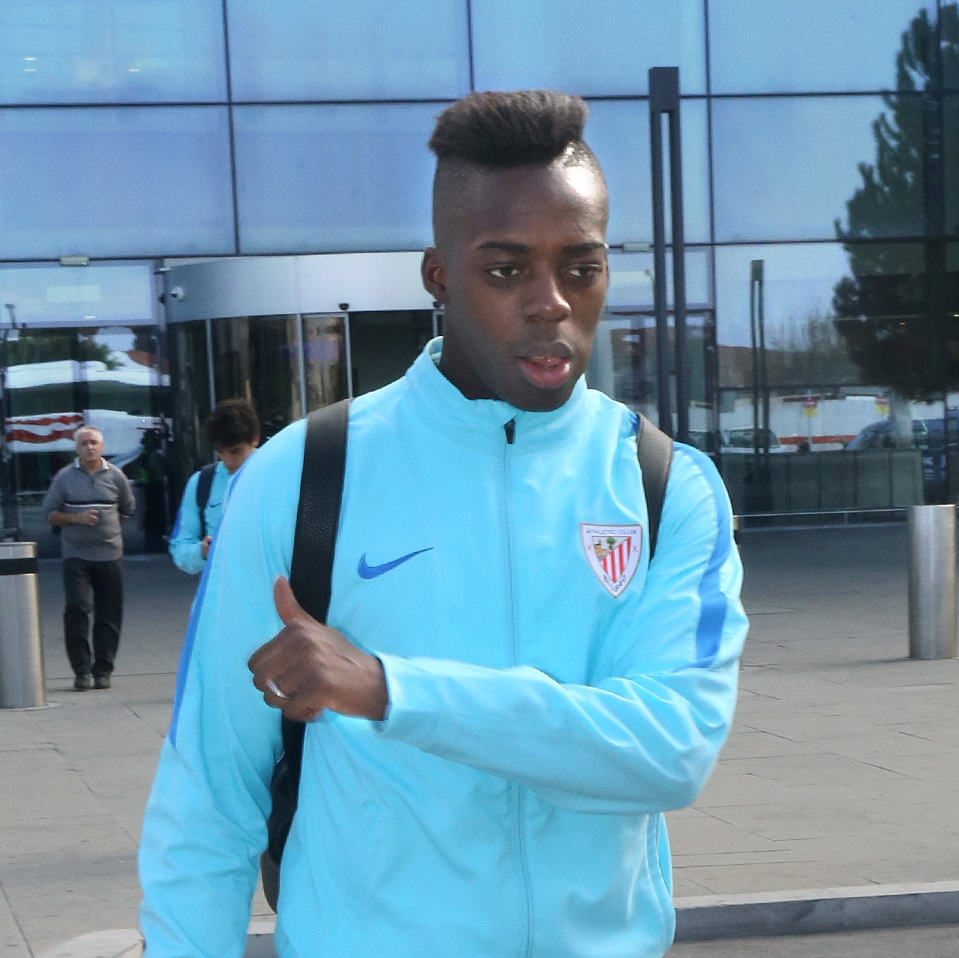
2015년, 아틀레틱 빌바오의 윌리암스

2016년 1월 하순, 아스널, 리버풀, 그리고 맨체스터 시티의 주시를 받던 윌리암스는 2021년까지 게약 연장에 합의를 보았다. 연장 계약에 따라 그의 영입 가능액은 €50M으로 책정되었다. 2월 6일, 그는 득점 없이 비긴 비야레알과의 경기에서 상대 선수 다니엘레 보네라와 함께 퇴장당했다.
2017년 가을, 윌리암스는 외스테르순드와 헤르타 BSC와의 유로파리그 경기에서 막판 중요한 골을 기록해 빌바오의 조별 리그 1위를 견인했다. 2018년 1월 17일, 그는 게약을 또다시 갱신하여 2025년까지 빌바오에 남게 되었고, 그의 이적에 필요한 최소 금액은 €80M으로 올랐다.
2019년 1월 13일, 윌리암스는 세비야와의 안방 경기에서 홀로 두 골을 넣어 2-0 승리를 이끌었는데, 그는 2016년 12월 이래 안방에서 41번의 리그 경기 만에 득점을 신고했다. 이 경기 두 번째 골은 아틀레틱 진영에서 돌아 질주하여 골키퍼를 제치고 고속으로 정확한 마무리를 해 "놀랍다"라는 평을 받았다 - 이 골은 나중에 마르카지가 시즌의 골로 선정하기에 이르렀다. 공교롭게도 이 경기는 그의 100번째 리그 경기 연속 출전이기도 했는데, 그는 이 업적을 달성한 5번째 아틀레틱 선수가 되었고, 1993년의 프란 이래 이 업적을 달성한 스페인의 골키퍼가 아닌 선수가 되었다. 그는 이 시즌에 거둔 성과로 라 리가 이달의 선수로도 명명되었다.
2019년 8월, 윌리암스는 9년 계약을 맺으면서, €135M의 인수 조항이 붙었다. 같은 달 말, 그는 바스크 더비 경기에 선발로 출전해 득점하며 2-0 승리를 도왔고, 스페인 리그 122경기 연속 출전 기록을 세워 골키퍼 디에고 로페스를 제치고 21세기 비 골키퍼 역대 최다 경기 연속 출전 기록을 세웠다. 11월 24일, 그는 2-1로 승리한 오사수나와의 원정 경기에서도 또다른 업적을 썼는데, 아틀레틱의 엘 사다르 31년 무승의 기록에 종지부를 찍었다. 윌리암스는 또한 이 경기에서 스페인 리그 133경기 연속 출전을 세워 종전에 카르멜로 세드룬이 세운 구단 기록을 경신했다.
2021년 1월 17일, 윌리암스는 바르셀로나와의 수페르코파 데 에스파냐 결승전 연장전 초반에 20미터 거리에서 3-2 결승골을 기록했다. 9월 11일, 그는 2-0으로 이긴 마요르카와의 경기에서 득점을 올리며 아틀레틱 통산 300경기 출전을 자축했다. 1주일 후, 그는 스페인 리그 200경기 연속 출전한 역사상 두 번째 선수가 되었는데, 그는 전 시즌 리그를 우승한 아틀레티코 마드리드와의 원정 경기에 출전했고, 결과는 0-0 무승부였다. 10월 1일, 그는 알라베스와의 경기에서 203경기 연속 출전 기록을 세우며 종전에 레알 소시에다드의 후안 안토니오 라라냐가가 1986년부터 1992년 사이에 세운 기록을 갈아치웠다.
2022년 4월 17일, 셀타와의 경기에 출전한 후, 윌리엄스는 클럽 리그 경기를 놓친 지 여섯 년이 지나서, 스페인 상위 리그 연속 경기 기록을 224로 늘리며 자신의 기록을 갈고닦았다. 그의 여섯 년 동안의 기록은 2023년 1월 29일, 동일 상대팀과의 경기에서 스쿼드에서 제외되면서 251경기에서 끝났다. 그 경기에서는 1-0으로 패했다.
2024년 1월, 2023년 아프리카 네이션스컵에서 국제 응원에 나선 윌리암스는 그룹 스테이지에서 감히 카메룬이 일찍 탈락한 후 그룹 스테이지에서 감히 카메룬이 일찍 탈락한 후 스페인 빌바오로부터 아비장에서 즉시 돌아왔다. 그는 바르셀로나와의 코파 델 레이 4강전에서 후반전에 교체로 들어가 골을 넣어 연장전에서 팀을 4-2로 이길 수 있도록 도왔다. 이로써 대회에서 연속 다섯 번째 준결승에 진출했다.

## 국가대표팀 경력

### 스페인
2015년 3월 20일, 윌리암스는 노르웨이와 벨라루스와의 친선경기를 앞두고 알베르트 셀라데스의 스페인 U-21 국가대표팀 차출명단에 이름을 올렸다. 그는 노르웨이를 상대로 같은 달 26일에 득점을 올린 무니르 엘 하다디와 2-0으로 앞선 후반 시작과 함께 교체되어 들어가 신고식을 치렀고, 카르타헤나에서 벌어진 친선경기는 완승으로 끝났다.
2018년 10월 12일, 윌리암스는 멘디소로차에서 벌어진 베네수엘라전에서 바스크 대표팀 선발로 출전해 90분을 소화했고, 경기는 4-2 승리로 끝났다.

### 가나
윌리암스는 비센테 델 보스케의 유로 2016 스페인 11인 에비 명단에 이름을 올렸다. 비슷한 시기 스페인 스카우트 제라르드 누스로부터 가나 국가대표팀 제의를 받기도 했다. 2016년 5월 29일, 그는 1-3으로 패한 보스니아 헤르체고비나와의 친선경기에서 마르코 아센시오와 교체되어 들어가 스페인 국가대표팀 첫 경기를 치렀다. 스페인 국가대표팀에만 활약할 수 있도록 더 많은 경기에 출전하지 못하면서, 윌리암스는 2021년에 가나 국가대표팀에서 활약할 수 있음을 시사했다: “저희 부모님은 아크라 출신이라서 그곳에 가는 것이 즐겁습니다. 그러나 저는 가나에서 태어나지도 유년을 보내지 않았고, 저는 스페인 문화를 따르고, 제게 의미를 둔 선수들도 스페인에 있습니다. 저는 가나를 위해 100%를 헌신할 수 있는 사람의 자리를 뺐는 것이 옳지 않다고 생각합니다." 가나 언론은 그의 발언을 검은 별 군단 합류 거절로 인식했다.
하지만 2022년 7월 5일, 윌리암스는 2022년 FIFA 월드컵에 맞춰 가나 국가대표로 합류하겠다고 발표하였다. 그리고 그는 9월에 브라질과 니카라과와의 친선 경기에서 첫 대표팀 소집을 받았다.

## 사생활
윌리암스는 바스크어 이름은 그가 태어난 해에 부모의 스페인 정착을 도운 빌바오의 카리타스 인터내셔널 직원의 이름을 땄다. 그의 부모는 라이베리아 내전의 난민으로 입국한 무명의 변호사의 도움을 받았다. 그의 동생 니코도 축구 선수로 공격수이다. 니코 또한 아틀레틱 빌바오의 유소년부를 거쳤다. 윌리암스는 2017-18 시즌에 기록된 아마존 프라임 텔레비전 다큐멘터리 여섯 가지 꿈의 주역이기도 하다. 그는 스페인어, 아칸어, 바스크어, 영어를 구사할 수 있다. 2021년, 그는 본인 포함 가족이 영어를 더 이상 유창히 할 수 없지만, 친척과 아칸어 트위 방언으로 의사소통한다고 밝혔다.

## 경력 통계

### 클럽
2024년 2월 29일 기준
| 구단            | 시즌      | 리그              | 리그 | 리그 | 컵   | 컵 | 유럽 | 유럽 | 기타 | 기타 | 합계 | 합계 |
| 구단            | 시즌      | 리그명            | 출장 | 골   | 출장 | 골 | 출장 | 골   | 출장 | 골   | 출장 | 골   |
| --------------- | --------- | ----------------- | ---- | ---- | ---- | -- | ---- | ---- | ---- | ---- | ---- | ---- |
| 바스코니아      | 2013–14   | 테르세라 디비시온 | 18   | 7    | —    | —  | —    | —    | —    | —    | 18   | 7    |
| 빌바오 아틀레틱 | 2013–14   | 세군다 디비시온 B | 14   | 8    | —    | —  | —    | —    | —    | —    | 14   | 8    |
| 빌바오 아틀레틱 | 2014–15   | 세군다 디비시온 B | 18   | 13   | —    | —  | —    | —    | —    | —    | 18   | 13   |
| 빌바오 아틀레틱 | 합계      | 합계              | 32   | 21   | —    | —  | —    | —    | —    | —    | 32   | 21   |
| 아틀레틱 빌바오 | 2014–15   | 라 리가           | 19   | 1    | 4    | 1  | 2    | 1    | —    | —    | 25   | 3    |
| 아틀레틱 빌바오 | 2015–16   | 라 리가           | 25   | 8    | 5    | 3  | 7    | 2    | 0    | 0    | 37   | 13   |
| 아틀레틱 빌바오 | 2016–17   | 라 리가           | 38   | 5    | 3    | 2  | 8    | 1    | —    | —    | 49   | 8    |
| 아틀레틱 빌바오 | 2017–18   | 라 리가           | 38   | 7    | 1    | 0  | 13   | 3    | —    | —    | 52   | 10   |
| 아틀레틱 빌바오 | 2018–19   | 라 리가           | 38   | 12   | 3    | 2  | —    | —    | —    | —    | 41   | 14   |
| 아틀레틱 빌바오 | 2019–20   | 라 리가           | 38   | 6    | 8    | 3  | —    | —    | —    | —    | 46   | 9    |
| 아틀레틱 빌바오 | 2020–21   | 라 리가           | 38   | 6    | 6    | 1  | —    | —    | 2    | 1    | 46   | 8    |
| 아틀레틱 빌바오 | 2021–22   | 라 리가           | 38   | 8    | 4    | 0  | —    | —    | 2    | 0    | 44   | 8    |
| 아틀레틱 빌바오 | 2022-23   | 라 리가           | 36   | 10   | 6    | 1  | —    | —    | —    | —    | 42   | 11   |
| 아틀레틱 빌바오 | 2023-24   | 라 리가           | 23   | 9    | 4    | 2  | —    | —    | —    | —    | 27   | 11   |
| 아틀레틱 빌바오 | 합계      | 합계              | 331  | 72   | 44   | 15 | 30   | 7    | 4    | 1    | 409  | 95   |
| 경력 합계       | 경력 합계 | 경력 합계         | 380  | 100  | 44   | 15 | 30   | 7    | 2    | 1    | 458  | 123  |

1. 1 2 3  유로파리그 출장 경기 기록 포함
2. 1 2  아틀레틱 빌바오 웹사이트[71]에서는 윌리암스가 레반테와의 라 리가 경기에서 한 골을 더 기록했다고 나와 있다. 그러나, 공식 경기 기록은 아이토르 페르난데스의 자책골로 기록되어 있다.[72]
3. ↑  2021년에 치러진 2020 코파 델 레이 결승전 출장 경기 기록 포함
4. 1 2  아틀레틱 빌바오 웹사이트[71]에는 몇몇 언론의 기록과 마찬가지로 바르셀로나와의 코파 델 레이 8강전에서 한 골을 더 기록했다고 나와 있다.[73][74] 그러나, 공식 경기 기록은 세르지오 부스케츠의 자책골로 기록되어 있고,[75] 다음의 비디오 영상 기록은 부정확하다.[76]
5. ↑  수페르코파 데 에스파냐 출장 경기 기록 포함

## 수상
아틀레틱 빌바오
- 수페르코파 데 에스파냐: 2020–21[44]
- 코파 델 레이 준우승: 2019–20,[77] 2020–21[78]

스페인 U-21
- UEFA U-21 축구 선수권 대회 준우승: 2017[79]

개인
- 라 리가 이달의 선수: 2019년 1월[37]
- 시즌의 골든골: 2018–19[35]
- 라리가 전반기 아프리카 MVP : 2022-23

## 같이 보기
- 아프리카계 스페인인